# Berneuil (Haute-Vienne)
Berneuil (okzitanisch: Bernuèlh) ist eine französische Gemeinde mit 429 Einwohnern (Stand: 1. Januar 2022) im Département Haute-Vienne in der Region Nouvelle-Aquitaine. Sie gehört zum Arrondissement Bellac und zum Kanton Bellac. Die Einwohner nennen sich „Berneuillais“.

## Geographie
Berneuil liegt am Vincou, etwa 29 Kilometer nordnordwestlich von Limoges. Umgeben wird Berneuil von den Nachbargemeinden Saint-Junien-les-Combes im Norden, Saint-Pardoux-le-Lac mit Roussac im Osten, Nantiat im Südosten, Chamboret, Breuilaufa und Vaulry im Süden, Blond im Westen sowie Bellac im Nordwesten. 
Durch die Gemeinde führt die Route nationale 147.

## Bevölkerungsentwicklung
| Jahr                       | 1962 | 1968 | 1975 | 1982 | 1990 | 1999 | 2006 | 2013 | 2020 |
| Einwohner                  | 631  | 574  | 484  | 422  | 444  | 430  | 418  | 422  | 440  |
| Quellen: Cassini und INSEE |      |      |      |      |      |      |      |      |      |

## Sehenswürdigkeiten
- Dolmen von La Borderie
- Dolmen von La Lue
- Dolmen Taminage
- Dolmen von La Betoulle
- Kirche Saint-Cessateur

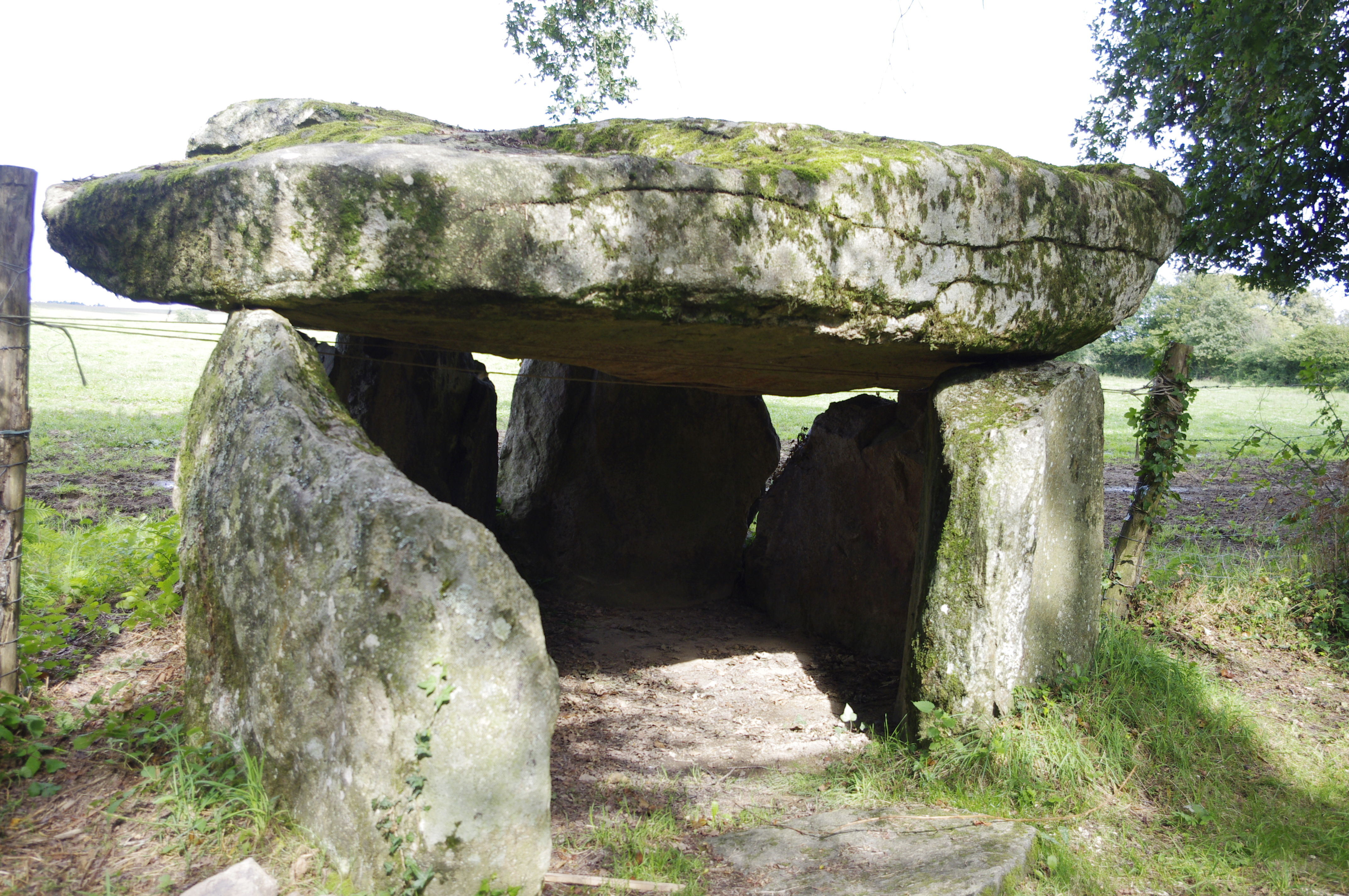
Dolmen La Borderie
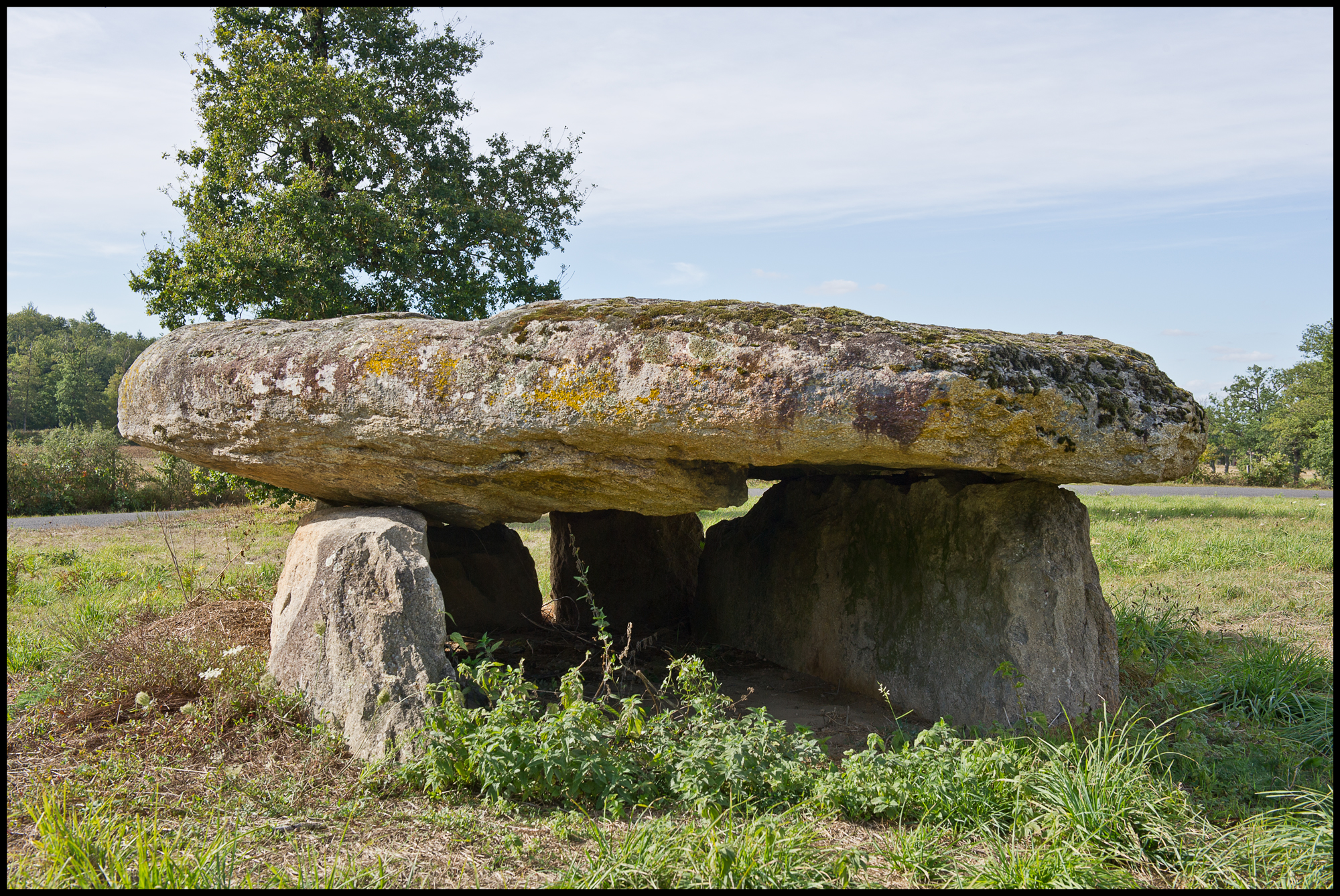
Dolmen La Lue
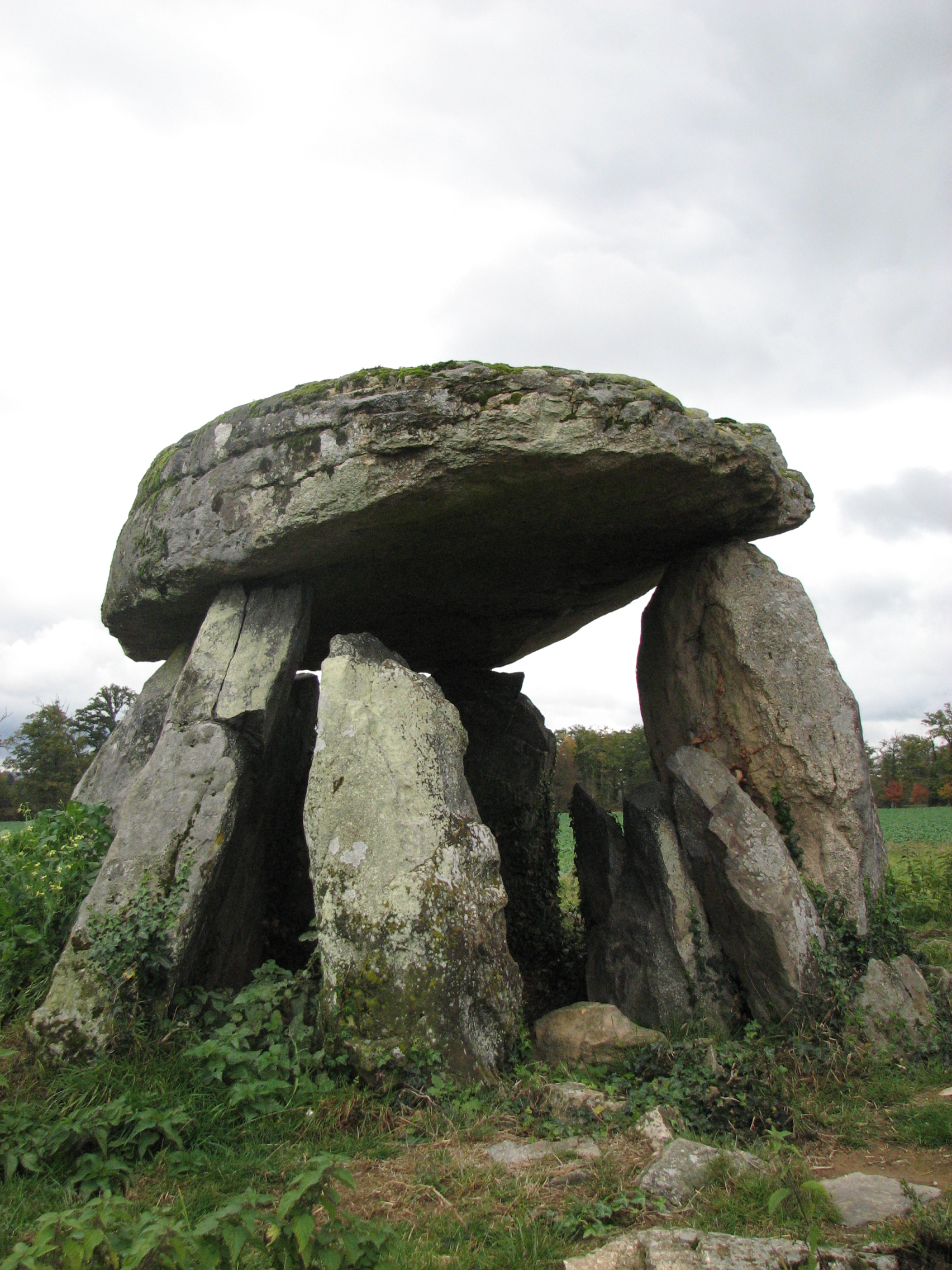
Dolmen La Betoulle
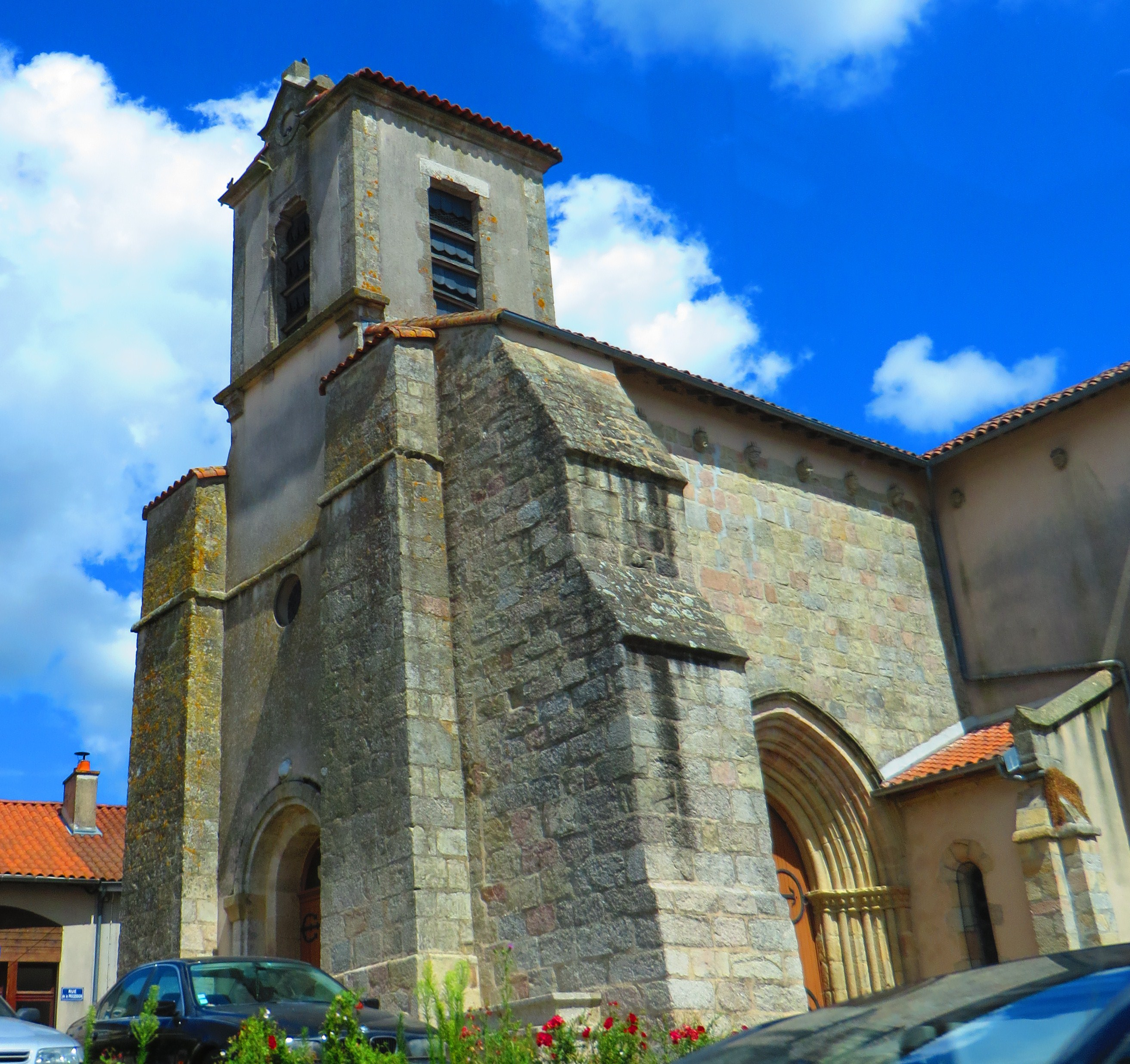
Kirche Saint-Cessateur